# Vuelta a Andalucía
Vuelta a Andalucía-Ruta Ciclista Del Sol, ofta bara kallat Vuelta a Andalucía (Andalusien runt) eller Ruta del Sol ("solrutten", med anspelning på Costa del Sol) är ett cykellopp i Andalusien, den sydligaste provinsen i Spanien. Det första loppet arrangerades 1925, men sedan gjordes ett uppehåll fram till och med 1954. Från 2005 ingick det i UCI Europe Tour och klassificerades som 2.HC. 2020 flyttades loppet till den nyskapade UCI ProSeries. Vuelta a Andalucía består av fem etapper och avhålls i februari.

## Segrare
- 2025  Pavel Sivakov
- 2024  Maxim Van Gils
- 2023  Tadej Pogačar
- 2022  Wout Poels
- 2021  Miguel Ángel López
- 2020  Jakob Fuglsang
- 2019  Jakob Fuglsang
- 2018  Tim Wellens
- 2017  Alejandro Valverde
- 2016  Alejandro Valverde
- 2015  Chris Froome
- 2014  Alejandro Valverde
- 2013  Alejandro Valverde
- 2012  Alejandro Valverde
- 2011  Markel Irizar
- 2010  Michael Rogers
- 2009  Joost Posthuma
- 2008  Pablo Lastras
- 2007  Óscar Freire
- 2006  Carlos García Quesada
- 2005  Francisco Cabello
- 2004  Juan Carlos Domínguez
- 2003  Javier Pascual Llorente
- 2002  Antonio Colom
- 2001  Erik Dekker
- 2000  Miguel Ángel Peña
- 1999  Javier Pascual Rodríguez
- 1998  Marcelino García
- 1997  Erik Zabel
- 1996  Neil Stephens
- 1995  Stefano Della Santa
- 1994  Stefano Della Santa
- 1993  Julián Gorospe
- 1992  Miguel Ángel Martinez
- 1991  Roberto Lezaun
- 1990  Eduardo Chozas
- 1989  Fabio Bordonali
- 1988  Edwig Van Hooydonck
- 1987  Rolf Gölz
- 1986  Steven Rooks
- 1985  Rolf Gölz
- 1984  Julián Gorospe
- 1983  Eduardo Chozas
- 1982  Marc Sergeant
- 1981  Adri Schipper
- 1980  Daniel Willems
- 1979  Dietrich Thurau
- 1978 Ingen tävling
- 1977  Dietrich Thurau
- 1976  Gerrie Knetemann
- 1975  Freddy Maertens
- 1974   Freddy Maertens
- 1973  Georges Pintens
- 1972  Jan Krekels
- 1971  Jean-Pierre Monseré
- 1970  José Gómez Lucas
- 1969  Antonio Gómez del Moral
- 1968  Antoon Houbrechts
- 1967  Ramón Mendiburu
- 1966  Jesús Aranzábal
- 1965  José Segu
- 1964  Rudi Altig
- 1963  Antonio Barrutia
- 1962  José Antonio Momene
- 1961  Angelino Soler
- 1960  Gabriel Mas
- 1959  Miguel Pacheco
- 1958  Gabriel Company
- 1957  Hortencio Vidaurreta
- 1956  Miguel Bover
- 1955  José Gómez del Moral
- 1926–1954 
Ingen tävling
- 1925  Ricardo Montero